# Aniela Walewska

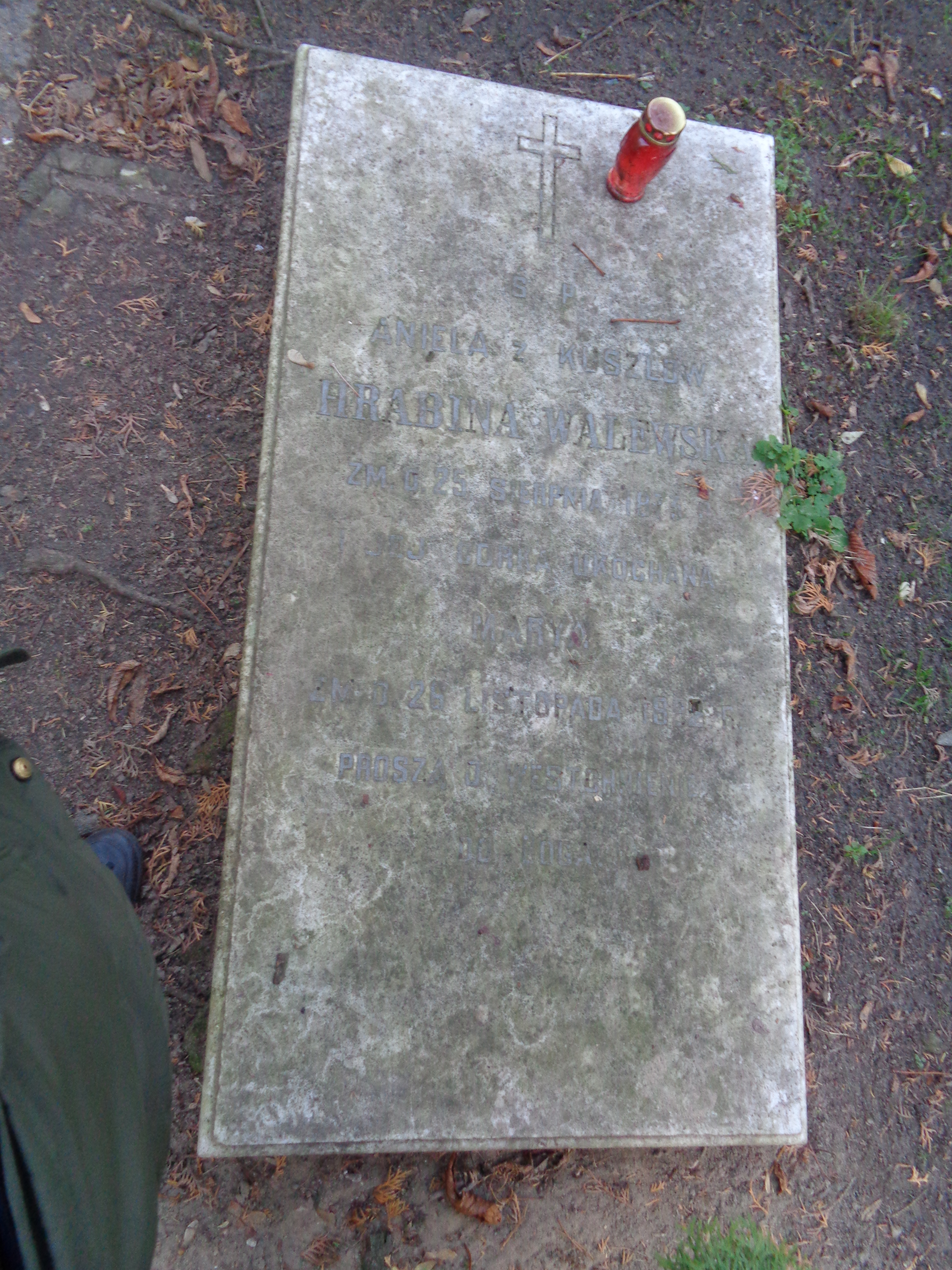
Grób Anieli Walewskiej na cmentarzu Powązkowskim w Warszawie

Aniela Walewska, z domu Kuszel, ps. „Wanda Odrowąż”, „Bożenna” (ur. 1826, zm. 25 sierpnia 1873) – polska pisarka, autorka wspomnień.

## Życiorys
Urodziła się w 1826 roku, pochodziła z Krakowa. Jej rodzicami byli pułkownik Wojska Polskiego Antoni Kuszel i Teresa z de Rivière Załuskich. Wyszła za mąż za hrabiego Stanisława Walewskiego.
Posługiwała się pseudonimami „Wanda Odrowąż” i „Bożenna”. Między styczniem 1847 roku a majem 1848 roku odbyła podróż po Włoszech, prawdopodobnie po części, by wyjechać z Galicji po klęsce powstania krakowskiego. Brała udział w miejscowym życiu kulturalnym, utrzymując jednocześnie mocne więzi z polskim środowiskiem. Na podstawie swoich doświadczeń opublikowała w 1850 roku wspomnienia Kilka chwil we Włoszech w latach 1847 i 1848, które są znaczącym źródłem wiedzy na temat pobytu Adama Mickiewicza w Rzymie. Choć Walewska skupiła się na opisywaniu swoich wrażeń estetycznych, poświęcając wiele miejsca włoskiej przyrodzie i sztuce, na drugim planie wyraźnie zarysował się obraz gorącej atmosfery politycznej we Włoszech, którą autorka wyczuwała np. w kuluarach teatrów. Jednocześnie, pomimo licznych atrakcji czasu podróży, Walewska wracała myślami do trudnej sytuacji ojczyzny.
Jej następne dzieło Stefania. Powieść dzisiejsza (1853) zostało ostro skrytykowane na łamach „Gazety Warszawskiej”, a w obronę wziął je redaktor dziennika „Czas”. Pozytywnie o powieści wypowiedzieli się Antoni Jaksa-Marcinkowski i Józef Ignacy Kraszewski.
Zmarła 25 sierpnia 1873 roku, pochowano ją na cmentarzu Powązkowskim w Warszawie.

## Twórczość
- 1850: Kilka chwil we Włoszech w latach 1847 i 1848[4]
- 1853: Stefania. Powieść dzisiejsza[2]
- 1854: Franciszek Seraficki i poeci włoscy z jego szkoły – streszczenie książki Les poètes franciscains en Italie au treizième siécle Antoine’a-Frédérica Ozanama[4]
- 1857: Anna Rozycka – książka wydana w Paryżu, po francusku[9]
- 1862: Uprzedzenia. Powieść oryginalna[2]
- 1906: Dwa szkice. Nie zginie; Nad siły[10]